# 张金鉴 (行政学家)
张金鑑（1903年12月5日—1989年10月22日），幼名清林，初字自善，亦字正之，又字亮公，後字明诚，河南安阳人，中华民国行政学家。主要从事与行政学有关的教学与研究，成绩卓著，被誉为“中国行政学之父”。

## 生平
1903年12月5日，張金鑑生於安陽夏寒集。祖父是生員，而父親幼年失怙，以農耕為業。十歲始入私塾，同時幫助家中務農。1918年，到安陽縣城讀私塾，師從程翰臣。
1919年9月，进入开封明誠預備中學肄業。1920年夏，考入河南省立第十一中学，但因經濟困難沒有入學次年夏正式入學。期間當選彰德学生联合会会长，參與五四之後激起的愛國運動，亦加入中國國民黨。1925年，五卅慘案後，安陽學生成立反帝國主義大同盟，作為聲援，並發動學生驅逐林縣知事。6月，畢業後，家中經濟無法支撐學業。其時，中學老師常壽祺被任為獲嘉縣知事而到公署做收發員，後又隨老師貢沛誠到新鄉縣辦社會教育。1926年1月，返回安陽縣公署工作。
1926年夏，考入國立北京大學，但因北大欠薪風潮未能上課，後因家事返回安陽。1927年2月，東交民巷案發生，張作霖在北京大學搜捕革命黨人。因此向國民黨北京黨部申請擬往廣州投考中央軍校。此時北伐軍已佔領武漢，到中央軍校武漢分校訪中學同學郭聲鏞，在武漢小住，感到中共對武漢政府的影響，決心離開。7月下旬，至南京借住金陵大學宿舍。8月15日，中央党务学校招考，由周宣德、王開基做保，參加考試並錄取。11月22日，參與谷正綱、段錫朋領導的打倒國民黨特別委員會運動，促成蔣介石復職。1928年3月，北伐繼續，被派至劉峙的第一軍政治部工作。5月3日，濟南慘案發生，隨軍親歷。6月，北伐告成後返校畢業，在國民黨中央組織部工作。12月，和張明經一起到隴海鐵路沿線整理黨務，登記黨員。1929年，隨駱美奐到濟南任山東黨務指導委員會宣傳部指導科長。4月，與陳調元、何思源等同被任為黨務整理委員會委員，主管組織訓練和宣傳工作。1930年8月，到天津北方黨務行動部交通組工作，對抗汪精衛召開擴大會議後成立的改組派組織。1931年1月，奉派視察湖南、湖北黨務。
1931年6月，考取河南省留学欧美公费。9月，與張之程、馬純德同赴美国，10月，入斯坦福大学政治系學習。同時也在聖荷西州立大學暑校修課。1934年1月，畢業後入斯坦福大學政治研究所攻讀行政學。
1935年3月，畢業回國，受時任江蘇省主席陳果夫推薦到江寧縣任縣務指導委員，同時兼中央政治學校講師。時任江寧黨部主任委員是李宗黃、縣長是梅思平。5月，被推薦給甘肅省主席朱紹良，至蘭州後任西北日報總編。9月，被河南省教育廳廳長李敬齋招攬，任河南大學教授兼訓育主任。為團結愛國學生，在校內組織忠義青年聯盟會而被藍衣社的劉藝舟調查。1936年4月，被其扣押，由陳果夫、劉健群來電報救出。
1936年7月，被聘為天津南開大學教授兼經濟研究所研究員，負責地方行政研究和大學部行政學課程。同時，南開、燕京、清華、金陵和晏陽初主持的平民教育促進會、鄒平鄉政學院合組華北農村建設協進會，亦參加推行鄉村建設運動，與張鴻鈞、章元瑋、楊開道、梁仲華同事，以濟寧縣實驗鄉村建設。1937年12月，至貴州貴陽開展實驗工作。
1938年7月，到中央政治學校任教，與陳之邁、尹文敬、李企泰同事。1944年5月，被陳果夫任為中央組織部黨員訓練處處長。11月，赴河南視察黨務並競選國民參政員。1945年2月25日，當選國民參政員並赴中央訓練團受訓。後任中央政治學校法政系主任。5月5日，當選國民黨第六次全國代表大會代表。1947年元旦，公佈中華民國憲法後開始選舉民意代表，接續國民參政員，參選立法委員並當選。夏，中央政治學校改制為國立政治大學，任政治學系主任。1948年5月8日，立法院開議，參加法制委員會，與楊幼炯、金鳴盛等任召集委員。1949年2月，隨政大赴台。
在台湾曾任国立政治大学教授并兼政治研究所、公共行政研究所主任，中华学术院行政管理研究所理事长，中华民国教育部学术审议委员会委员。后亦担任台北市豫剧改进会理事长，创办了《民主宪政》半月刊及《中原文献》月刊。
1969年3月，參加中國國民黨第十次全國代表大會。
1983年其80岁生日之际，成立“张明诚先生行政学术基金会”，募集新台币120余万元，奖励台湾各大学研究行政学的优秀学生。
1989年10月22日，病逝于台湾。

## 家庭
其子張潤書也是行政學家。

## 学术成就
张金鑑出版过40余部专著。主要代表作品有：
- 《行政学之理论与实践》
- 《行政学典范》
- 《中国政治制度史》
- 《中国文官制度史》
- 《西洋政治思想史》
- 《政治学概论》
- 《人事行政学》
- 《当代美国左翼现状及其发展前景》

## 主要观点

### 关于行政职能
张金鑑在其所著《行政学典范》一书中，对行政职能进行了相关阐述，将行政职能大体分为维持、保卫、扶助、管制、服务、发展六个范畴。
- 维持（maintenance）职能：即维护国家法律典章、维持国家基本制度以保持国家和社会稳定的职能。
- 保卫（protection）职能：即对外保卫国家主权和民族独立，对内保卫公民生命、财产等基本公民权利，维持社会秩序的职能。
- 扶助（assistance）职能：即通过制定相关政策，扶助各界公民、公民团体、工商组织均衡发展，扶助弱者生存的职能。
- 管制（regulation）职能：即为了实现公共利益，限制和约束社会行为主体与国家公共权力主体的社会行为的职能。
- 服务（direct service）职能：即通过兴办公立学校、公共交通等各类公共事业，直接造福于国民的职能。
- 发展（development）职能：即运用各种可能的方式积极引导创新的意愿和积极性，促进、推动发展和进步的行为的职能。[3]

### 关于行政领导
在著作《行政学新论》中，张金鑑对行政领导的定义做了界定：“行政领导就是机关的各级主管适应部属的心意与需要，运用思想沟通、人格感召、智能表现及管理措施，促使之踊跃热烈地共赴事功，以协同一致的努力，有效地完成机关的使命与任务。”